# Indoor-Sportcentrum Eindhoven
Het Indoor Sportcentrum Eindhoven is een hal voor zowel recreatieve als topsporters in Eindhoven.
Het centrum is in 1993 opgeleverd en heeft een koepelconstructie zodat zowel sport als toeschouwer geen hinder ondervindt van kolommen. De constructie heeft een vrije overspanning van 79 bij 119 meter, en is daarmee de grootste constructie van Europa. Het dak is 22 meter hoog. De totale capaciteit van het centrum is 7.500 toeschouwers, waarvan 4.000 tribuneplaatsen. De vloer kent een maximale afmeting van 50x80 meter (4.000m2). Behalve voor onder meer het recreatieve tennis en zaalvoetbal is het centrum vaker organisator geweest van onder meer Davis Cupwedstrijden of zelfs de muziekoptredens van K3. Het centrum ligt in de Genneper Parken, waar ook Nationaal Zwemcentrum de Tongelreep en het IJssportcentrum Eindhoven staan. In 1999 werd de Brandstaff Masters er gehouden.

## Foto's

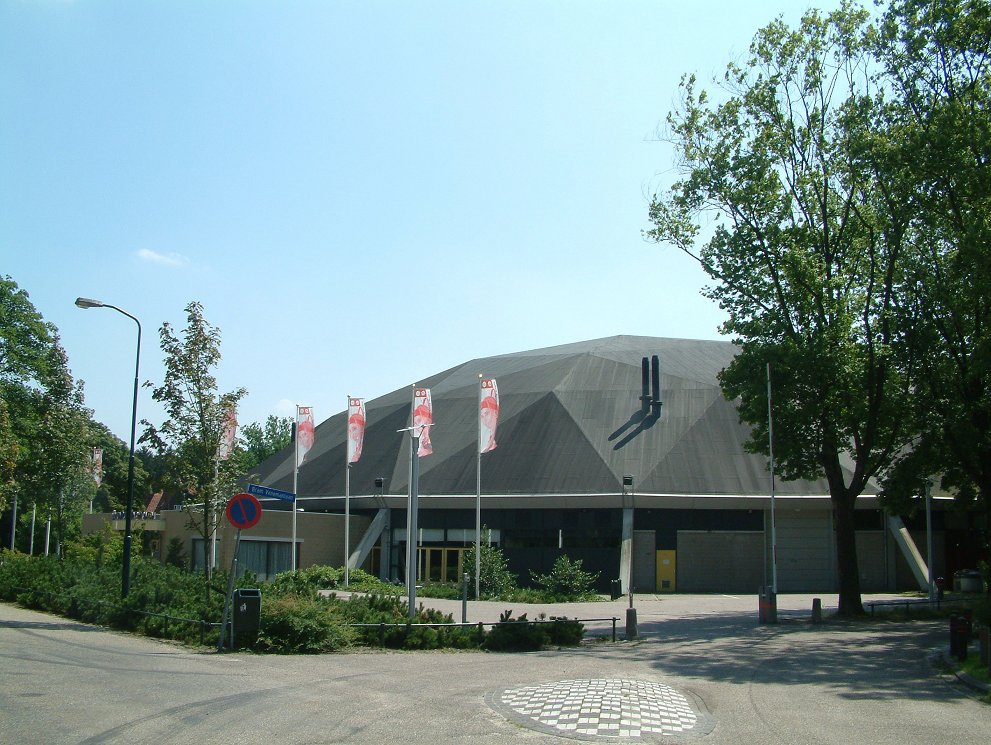
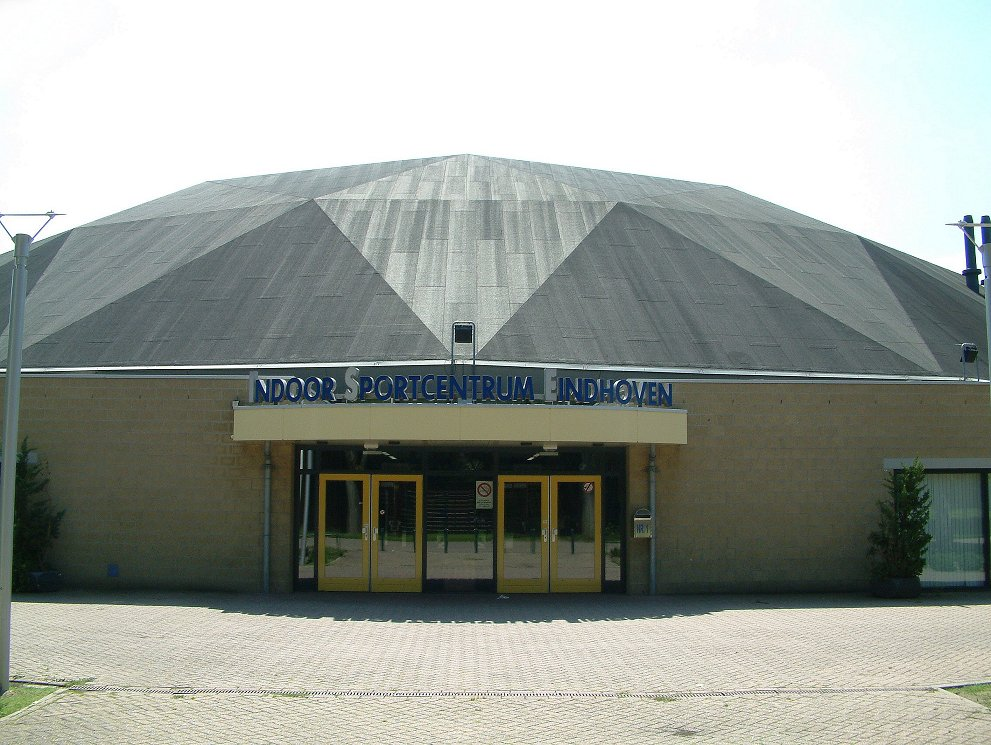
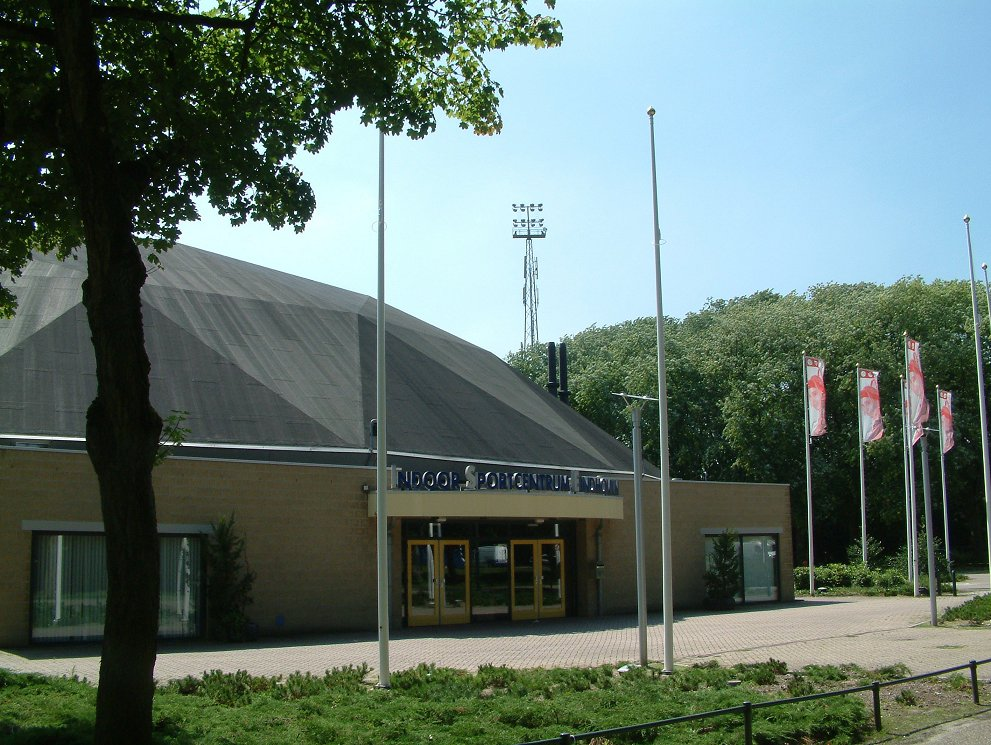